# Hemisfério ocidental

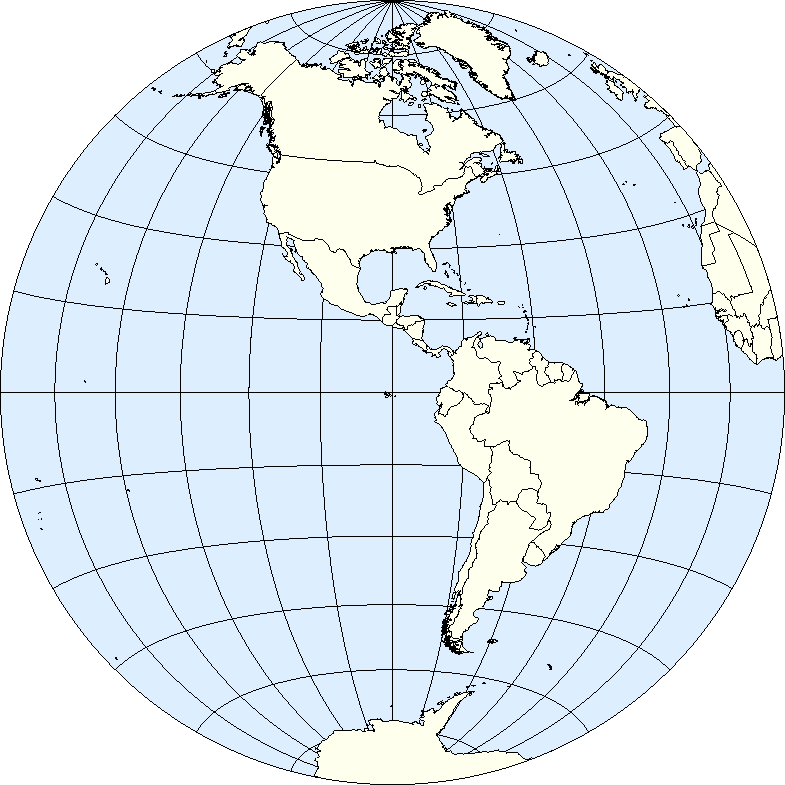
O hemisfério ocidental no globo da terra.

O hemisfério ocidental ou hemisfério oeste engloba todas as regiões situadas a oeste da longitude 0°, ou meridiano de Greenwich. O hemisfério ocidental corresponde totalmente ao continente americano.
O termo hemisfério ocidental é uma analogia à divisão geográfica do globo terrestre em hemisfério sul e hemisfério norte. Parte da Europa, da África e da Antártida se localizam no hemisfério ocidental, mas a América é o único continente a situar-se com seu território totalmente dentro desse hemisfério, portanto, é por vezes referido como o hemisfério americano.

## Geografia
O Hemisfério Ocidental consiste nas Américas, excluindo algumas das Ilhas Aleutas a sudoeste do continente do Alasca; a porção mais ocidental da Europa, tanto continental quanto insular; a porção mais ocidental da África, tanto no continente quanto nas ilhas; a ponta do extremo leste do continente russo e ilhas (Norte da Ásia); numerosos territórios na Oceania; e uma grande porção da Antártica.
O centro do Hemisfério Ocidental está localizado no Oceano Pacífico, na interseção do meridiano 90º oeste e o Equador, entre as Ilhas Galápagos. A terra mais próxima é a Ilha Genovesa a 0°19′N 89°57′W.
A montanha mais alta do Hemisfério Ocidental é o Aconcágua, nos Andes da Argentina, com 6 960,8 m.

### Definições alternativas
Em uma tentativa de combinar o hemisfério ocidental mais de perto com as Américas, algumas fontes usam o 20º meridiano oeste e o diametralmente oposto 160º meridiano leste para definir o hemisfério. Esta definição exclui todos os continentes europeus e africanos, mas ainda inclui algumas ilhas associadas a esses continentes, mais do leste da Rússia e Oceania, e parte da Antártida. Inclui todas as ilhas do Alasca, mas exclui uma pequena porção do nordeste da Groenlândia. Não há hemisfério que inclua todas as Américas e exclua todas as terras fora dela, independentemente dos meridianos ou pontos escolhidos para defini-la.